# Wyścigowe Samochodowe Mistrzostwa Polski 2010
Sezon 2010 był pięćdziesiątym czwartym sezonem Wyścigowych Samochodowych Mistrzostw Polski.

## Kalendarz
Źródło: karolinaautosport.pl, chronopn.neostrada.pl
| Data               | Tor             | Miejsce        | Klasa      |
| ------------------ | --------------- | -------------- | ---------- |
| 30 kwietnia–2 maja | Hungaroring     | Mogyoród       | WSMP       |
| 28–30 maja         | Tor Poznań      | Poznań         | WSMP, DSMP |
| 25–27 czerwca      | Tor Poznań      | Poznań         | WSMP, DSMP |
| 20–22 sierpnia     | Slovakiaring    | Orechová Potôň | WSMP, DSMP |
| 5–9 września       | Tor Poznań      | Poznań         | WSMP, DSMP |
| 24–26 września     | Masaryk Circuit | Brno           | WSMP, DSMP |

## Mistrzowie
Źródło: chronopn.neostrada.pl
| Klasa                        | Kierowca                          | Samochód              | Zespół                                                 |
| ---------------------------- | --------------------------------- | --------------------- | ------------------------------------------------------ |
| DSMP                         | Miro Konôpka Andy Studenic        | Porsche GT3 RSR       | ARC Bratislava                                         |
| DSMP kl.4                    | Miro Konôpka Andy Studenic        | Porsche GT3 RSR       | ARC Bratislava                                         |
| DSMP kl.3                    | Krzysztof Spyra Paweł Szymański   | Renault Mégane Trophy | Katrex Karolina Autosport                              |
| DSMP kl.2                    | Jakub Marcinkiewicz Paweł Potocki | Volkswagen Jetta      | MP Sport                                               |
| Grand Prix Polski            | Maciej Stańco                     | Ferrari F430 GT3      | Automobilklub Kielecki - Fuchs Star Moto               |
| DIV 4 pow.3500               | Maciej Stańco                     | Ferrari F430 GT3      | Automobilklub Kielecki - Fuchs Star Moto               |
| DIV 4 3500                   | Karolina Lampel-Czapka            | Renault Mégane Trophy | Automobilklub Wielkopolski - Katrex Karolina Autosport |
| DIV 4 2000                   | Łukasz Byśkiniewicz               | Renault Clio          | SSS                                                    |
| Puchar Polski kl.Open        | Bartosz Berliński                 | Mitsubishi EVO IX     | Automobilklub Wielkopolski                             |
| Puchar Polski kl.4           | Norbert Stańczyk                  | Honda Civic           | Automobilklub Radomski                                 |
| Puchar Polski kl.3           | Łukasz Woźniakiewicz              | Honda Civic           | Automobilklub Tomaszowski                              |
| Puchar Polski kl.Kia Picanto | Maciej Struk                      | Kia Picanto           | KM „Skrzydlaci”                                        |
| Puchar Polski kl.1 A         | Konrad Wróbel                     | Fiat Seicento         | Automobilklub Rzemieślnik - Rallycross.pl              |
| Puchar Polski kl.1 N         | Bartosz Kubicki                   | Fiat Seicento         | Automobilklub Wielkopolski                             |
| Superpuchar Polski           | Miro Konôpka                      | Porsche GT3 RSR       | ARC Bratislava                                         |